# Duygu Asena
Duygu Asena (Isztambul, 1946. április 19. – Isztambul, 2006. július 30.) török újságíró, író, női jogi aktivista.

## Élete
Isztambulban született 1946-ban. Nagyapja Atatürk személyi titkára volt. Elvégezte a kadıköyi, lányok számára nyitott magánfőiskolát, majd az Isztambuli Egyetem pedagógia szakán végzett. Ezután két éven át dolgozott pedagógusként a Haseki kórház gyermekklinikáján, valamint az Isztambuli Egyetem gyermekotthonában.
1972-ben jelent meg első cikke a Hürriyet című újságban. 1976 és 1978 között egy reklámügynökség alkalmazta reklámszövegíróként. 1978-ban egy kiadó főszerkesztője lett, számos női magazin – többek közt a Kadınca, az Onyedi, az Ev Kadını, a Bella, a Kim és a Negatif – kiadásáért felelt.
Az 1980-as évektől a nők jogaiért folytatott küzdelem egyik vezetője lett a médiában megjelent cikkeivel. Témái közt szerepelt a házasság, az egyenlőtlenség és a nők elleni erőszak. Korábban előfordult vele, hogy kirúgták a munkahelyéről, mert szerelmi kapcsolatba került egy kollégájával; ekkor rádöbbent, hogy ugyanezért egy férfit nem rúgtak volna ki.
Első könyve, a Kadının Adı Yok („A nőnek nincs neve”), amelyben élesen kritizálta a nők elnyomását és a szerelem nélküli házasságot, 1987-ben jelent meg, és azonnal nagy sikert aratott. A könyv 40. kiadását 1998-ban betiltotta a kormány, mert úgy tartották, obszcén, veszélyes a gyerekekre és aláássa a házasság intézményét. Két év pereskedés után a tiltást feloldották, és a könyvet még ugyanebben az évben megfilmesítették Atıf Yılmaz rendezésében, Hale Soygazi főszereplésével. A könyv fordításban megjelent Németországban és Hollandiában is, emellett Görögországban, ahol bestseller lett. Második könyve, az Aslında Aşk da Yok, amely tekinthető az első könyv folytatásának, szintén számos nyelven megjelent. Ezutáni könyvei mind bestsellerek lettek.
1992 és 1997 között egy televíziós műsor házigazdája volt az állami tulajdonú TRT 2 csatornán. Újságírói karrierje során a Milliyet, majd a Cumhuriyet és a Yarın újságoknak is írt. Három filmben is szerepelt: Umut Yarıda Kaldı („Megtört a remény”), Yarın Cumartesi („Holnap szombat”) és Bay E („E. úr”).
Duygu Asena agyrákban halt meg, amellyel már két éve küzdött az isztambuli Amerikai Kórházban. A Zincirlikuyu temetőben helyezték örök nyugalomra.

## Írásai
- Kadının Adı Yok (A nőnek nincs neve), 184 pp., 1987, 59th edition 2004, ISBN 975-506-122-3 (also in Greek and Italian)
- Aslında Aşk da Yok (Ami azt illeti, szerelem sincs), 192 pp., 1989, 40th edition 2004, ISBN 975-506-128-2
- Kahramanlar Hep Erkek (A hősök mindig férfiak), 160 pp., 1992, 23rd edition 2005, ISBN 975-506-108-8
- Değişen Bir Şey Yok (Semmi nem változott), 118pp., 1994, 43rd edition 2004, ISBN 975-325-000-2
- Aynada Aşk Vardı (Szerelem volt a tükörben), 360 pp., 1997, 22nd edition 2004, ISBN 975-325-456-3
- Aslında Özgürsün (Ami azt illeti, szabad vagy), 276 pp., 2001, 21st edition 2004, ISBN 975-6612-14-2
- Aşk Gidiyorum Demez (A szerelem nem mondja, hogy „Elmegyek”), 208 pp., 2003, 14th edition 2003, ISBN 975-293-083-2
- Paramparça (Darabokban), 157 pp., 2004, 14th edition 2006, ISBN 975-293-205-3

Német nyelven
- Die Frau hat keinen Namen (A nőnek nincs neve), 174 pp., 1992, Piper, München, ISBN 3-492-11485-7
- Meine Liebe, Deine Liebe (Én szerelmem, te szerelmed), 215 pp., 1994, Piper, München, ISBN 3-492-11792-9

Holland nyelven
- De vrouw heeft geen naam (A nőnek nincs neve), 219 pp., 2005, de Kern, ISBN 90-325-1011-8
- Eigenlijk ben je vrij (Ami azt illeti, szabad vagy), 222 pp., 2005, de Kern, ISBN 90-325-1006-1

## Díjai
- 1988 – „Emberek a csúcson”, a Nokta magazintól
- 1988 – „Legjobb szerző”, a Boszporusz Egyetemtől a Kadının Adı Yokért
- 1995 – „Legjobb szerző”, a Boszporusz Egyetemtől
- 1998 – „75 nő, 75 év” díj

## Fordítás
- Ez a szócikk részben vagy egészben  a   Duygu Asena című angol Wikipédia-szócikk ezen változatának fordításán alapul.  Az eredeti cikk szerkesztőit annak laptörténete sorolja fel. Ez a jelzés csupán a megfogalmazás eredetét és a szerzői jogokat jelzi, nem szolgál a cikkben szereplő információk forrásmegjelöléseként.